# Jean François Mayor de Montricher
Jean François Mayor de Montricher, conosciuto anche semplicemente come Frantz Mayor de Montricher (Lully, 19 aprile 1810 – Napoli, 28 maggio 1858), è stato un ingegnere svizzero.
Ha progettato l'acquedotto Roquefavour a Ventabren, vicino ad Aix-en-Provence in Francia, e ha contribuito a realizzare il prosciugamento del lago Fucino nell'Italia centrale attraverso il riutilizzo e l'ampliamento del sistema idraulico dei cunicoli di Claudio e dell'Incile del Fucino.

## Biografia
Jean François Mayor de Montricher nacque il 19 aprile 1810 a Lully nel distretto di Morges, cantone di Vaud, in Svizzera. Jean-François appartenne ad una famiglia protestante di una baronia patrimoniale di Montricher, proprietaria di una residenza storica di Lutry. Sua madre era Marie Nicolette Pauline Françoise Chamot. Suo padre, Jean Charles Louis Mayor de Montricher, fu un uomo d'affari trasferitosi a Marsiglia, in Provenza, per lavoro. Di conseguenza, Jean Françous studiò al liceo "Thiers" di Marsiglia. Si laureò all'École polytechnique di Palaiseau all'Île-de-France e all'Ecole des Ponts et Chaussées a Champs-sur-Marne.

## Carriera
Mayor de Montricher fu incaricato da Maximin-Dominique Consolat, sindaco di Marsiglia, di progettare l'acquedotto di Roquefavour. Il 30 settembre 1852 Napoleone III di Francia gli conferì la Legion d'Onore per il suo lavoro. L'acquedotto francese nel 2002 è stato riconosciuto come monumento storico.
Nella seconda metà dell'Ottocento fu incaricato da Alessandro Torlonia, principe di Civitella-Cesi, di prosciugare il lago Fucino, in Abruzzo. La pianura successivamente emersa e bonificata divenne una delle aree più fertili d'Italia. L'ingegnere svizzero morì di febbre tifoide il 28 maggio 1858 a Napoli all'età di 48 anni.